# Bomolochus
Bomolochus is een geslacht van eenoogkreeftjes uit de familie van de Bomolochidae. De wetenschappelijke naam van het geslacht is voor het eerst geldig gepubliceerd in 1832 door Nordmann.

## Soorten
- Bomolochus bellones Burmeister, 1833
- Bomolochus bramus Ho & Lin, 2009
- Bomolochus constrictus (Cressey & Collette, 1970)
- Bomolochus cuneatus Fraser, 1920
- Bomolochus decapteri Yamaguti, 1936
- Bomolochus ensiculus (Cressey, in Cressey & Collette, 1970)
- Bomolochus globiceps (Vervoort & Ramirez, 1968)
- Bomolochus indicus Kaliyamurthy, Singh & Singh, 1988
- Bomolochus megaceros Heller, 1865
- Bomolochus minus Lin & Ho, 2005
- Bomolochus multiceros Pillai & Natarajan, 1977
- Bomolochus myctophi Avdeev, 1993
- Bomolochus nitidus Wilson C.B., 1911
- Bomolochus paucus Cressey & Dojiri, 1984
- Bomolochus psettobius (Vervoort, 1962)
- Bomolochus selaroides Pillai, 1965
- Bomolochus sinensis (Cressey, in Cressey & Collette, 1970)
- Bomolochus soleae Claus, 1864
- Bomolochus unicirrus Richiardi, 1880
- Bomolochus xenomelanirisi Carvalho, 1955